# Friedrich Olbricht
Friedrich Olbricht (Leisnig, 4 oktober 1888 – Berlijn, 21 juli 1944), was een Duits generaal. Hij was nauw betrokken bij de aanslag op Hitler van 20 juli 1944.

## Levensloop
Olbricht, de zoon van een hoogleraar in de wiskunde, begon na zijn eindexamen (1907) aan een militaire carrière. Hij begon zijn militaire loopbaan als Fahnenjunker bij het 106de Infanterieregiment. Van 1914 tot 1918 nam hij deel aan de Eerste Wereldoorlog. In 1919 werd hij kapitein bij de Reichswehr - het, als gevolg van het Verdrag van Versailles, sterk verkleinde Duitse leger.
Olbricht keerde zich na de Bierkellerputsch van 1923 samen met Hans Oster, Erwin von Witzleben en Georg Thomas tegen het opkomende nationaalsocialisme. In 1926 werd hij leider van de Abteilung Fremde Heere ("Bureau Buitenlandse Legers") van het Rijksministerie van Defensie. In 1933 werd hij stafchef van de Dresdner Division. In 1934 voorkwam hij tijdens de Nacht van de Lange Messen de executie van enkele aanhangers van SA-Leider Ernst Röhm. In 1935 volgde zijn benoeming stafchef van het Vierde Legerkorps (Dresden). In 1938 werd hij commandant van de 24ste Infanteriedivisie.
Tijdens de Blomberg-Fritschaffaire koos hij de zijde van de generaal Werner Freiherr von Fritsch en bepleitte de rehabilitatie van de (overigens ten onrechte) van homoseksualiteit beschuldigde Von Fritsch.
Olbricht nam aan het begin van de Tweede Wereldoorlog deel aan de Duitse invasie van Polen (1939). Hij verwierf het Ridderkruis van het IJzeren Kruis. Op 15 februari 1940 volgde zijn bevordering tot General der Infanterie. Hij werd vervolgens toegevoegd aan het Algemene Bureau van het Leger (Allgemeines Heeresamt) van het Hoofdkwartier van het Leger (Oberkommando der Heeresleitung). Hij werd ook benoemd tot leider van het Bureau voor Rekruteringen (Wehrersatzamt) van het Opperbevel van de Wehrmacht (Oberkommando der Wehrmacht).

## Verzet tegen Hitler
Olbricht was een fel tegenstander van Hitler en maakte deel uit van het verzet, waartoe ook kolonel-generaal Ludwig Beck, de voormalige Oberbürgermeister van Leipzig Carl Friedrich Goerdeler en generaal-majoor Henning von Tresckow deel van uitmaakten. Het was Olbricht die in 1943 luitenant-kolonel Claus Schenk Graf von Stauffenberg bij de overige verzetsleiders introduceerde. Het was Von Stauffenberg die later de beroemd geworden aanslag op Hitler pleegde. Voorlopig kwam Von Stauffenberg op het kantoor van Olbricht aan de Bendlerstrasse te werken.

## Aanslag op Hitler
Kolonel Von Stauffenberg pleegde op 20 juli 1944 een aanslag op Hitler in diens hoofdkwartier in Rastenburg in Oost-Pruisen (Wolfsschanze). Direct na de aanslag moesten Olbricht en kolonel Albrecht Ritter Mertz von Quirnheim Operatie Walküre afkondigen. Volgens dit noodplan moest de regeringswijk van Berlijn worden afgegrendeld en bewaakt worden door het reserveleger. Omdat Olbricht en Mertz echter een telefoontje vanuit de Wolfsschanze met de boodschap dat Hitler nog leefde van generaal Erich Fellgiebel kregen, kondigden zij Walküre niet direct af. Pas nadat Von Stauffenberg vanuit Oost-Pruisen weer op het legerhoofdkwartier aan de Bendlerstrasse in Berlijn was aangekomen en zijn medesamenzweerders ervan had verzekerd dat Hitler dood was, werd Walküre alsnog afgekondigd. De bevelhebber van het reserveleger, generaal Friedrich Fromm - die op de hoogte was van de coupplannen maar, nadat veldmaarschalk Wilhelm Keitel hem vanuit Rastenburg had gemeld dat Hitler nog leefde, zich uit het complot terugtrok -, werd gearresteerd en Olbricht werd door de coupplegers tot zijn opvolger benoemd. Later die dag bleek echter dat de aanslag was mislukt en de coupplegers werden kort hierna op bevel van - de inmiddels bevrijde - generaal Fromm gearresteerd. Fromm, die veel "haast had om zijn getuigen onder de grond te krijgen" liet de meeste coupplegers, waaronder Olbricht na hun "schuldbekentenissen", executeren op de binnenplaats van de Bendlerstrasse. Olbricht was de eerste die werd geëxecuteerd. Vervolgens was Kolonel von Stauffenburg aan de beurt, waarna Stauffenburgs adjudant voor de kogel sprong, die hem doodde. Daarna werd Stauffenberg gefusilleerd. Zijn laatste woorden waren "Heil das heilige Deutschland!", waarmee hij naar het doel van de coup wees.

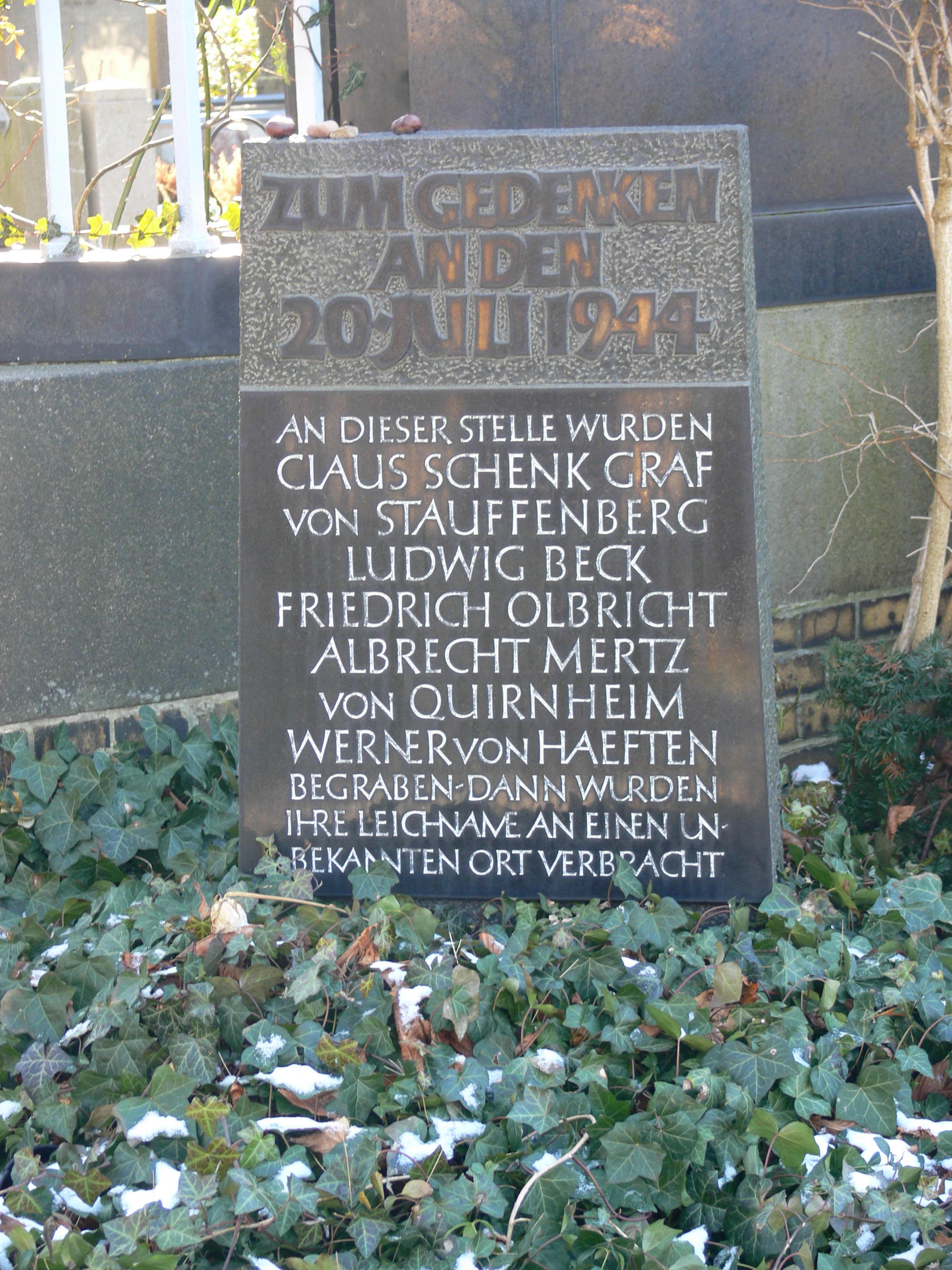
Gedenksteen op de Alter St.-Matthäus-Kirchhof in Berlin-Schöneberg voor de slachtoffers van 20 juli 1944.

## Familie
Friedrich Olbricht was getrouwd met Eva Koeppel. Het echtpaar had twee kinderen, een zoon en een dochter.

## Militaire loopbaan
- Fahnenjunker: maart 1907[3][5]
- Leutnant: 14 augustus 1908 (met benoemingsakte van 14 februari 1907)[3][5]
- Oberleutnant:[3]
- Hauptmann: 18 april 1916[3][5]
- Major: 1 maart 1927[3][5]
- Oberstleutnant: 1 oktober 1931[3][5]
- Oberst: 1 februari 1934[3]
- Generalmajor: 1 april 1937[3][5]
- Generalleutnant: 1 januari 1939[3][5]
- General der Infanterie: 1 juni 1940[3] - 15 februari 1940[5][6]

## Decoraties
- Ridderkruis van het IJzeren Kruis op 27 oktober 1939 als Generalleutnant en commandant van de 24e Infanteriedivisie[2][9][10][5][6]
- Duitse Kruis in zilver op 1 augustus 1943 als General der Infanterie en Chef Allgemeines Heeresamt (OKH)[2][10]
- IJzeren Kruis 1914, 1e Klasse[6][10] en 2e Klasse[6][10][11]
- Erekruis voor Frontstrijders in de Wereldoorlog[10] op 12 oktober 1934
- Kruis voor Oorlogsverdienste, 1e Klasse  en 2e Klasse met Zwaarden[2][10]
- Ridderkruis in de Militaire Orde van Sint-Hendrik[2][11]
- Ridder der Tweede Klasse  in de Orde van Burgerlijke Verdienste (Saksen) met Zwaarden[2][11]
- Ridder der Eerste Klasse  in de Albrechtsorde met Zwaarden[2][11]
- Dienstonderscheiding van Leger en Marine voor (25 dienstjaren) op 2 oktober 1936[2]
- Herhalingsgesp bij IJzeren Kruis 1939, 1e Klasse[6][10] en 2e Klasse[6][10]
- Friedrich Olbricht werd door een geïmproviseerde krijgsraad ter dood veroordeeld voor de mislukte aanslag op Adolf Hitler van 20 juli 1944. De uitvoering was onmiddellijk door een vuurpeloton in het Bendlerblock te Berlijn. Olbricht werd begraven in vol ornaat met alle ordes en decoraties. Hij werd oneervol ontslagen uit de Heer met het verlies van alle eer en militaire decoraties op 4 augustus 1944. Heinrich Himmler beval zijn overblijfselen te laten opgraven, en te verbranden en de as te verspreiden.[1][2]

## Vernoemingen
- In Berlijn-Charlottenburg werd in 1972 de Friedrich-Olbricht-Damm (Friedrich Olbricht Dam) naar Olbricht vernoemd.
- In Dresden-Albertstadt is een Olbricht-Platz (Olbricht Plein).
- In Leipzig staat de General-Olbricht-Kaserne (Generaal Olbricht-kazerne).